# Паллікудіїруппу-01
Грама Ніладхарі Паллікудіїруппу-01 (№ AP/20A1) — Грама Ніладхарі підрозділу ОС Аккарайпатту, округ Ампара, Східна провінція, Шрі-Ланка.

## Демографія
| Населення (2007) | Населення (2007) | Населення (2007) | Населення (2007) | Населення (2007) |
| Населення        | Чоловіки         | Жінки            | Діти             | Дорослі          |
| ---------------- | ---------------- | ---------------- | ---------------- | ---------------- |
| 1468             | 736              | 732              | 614              | 854              |